# 디지털 멀티미디어 방송

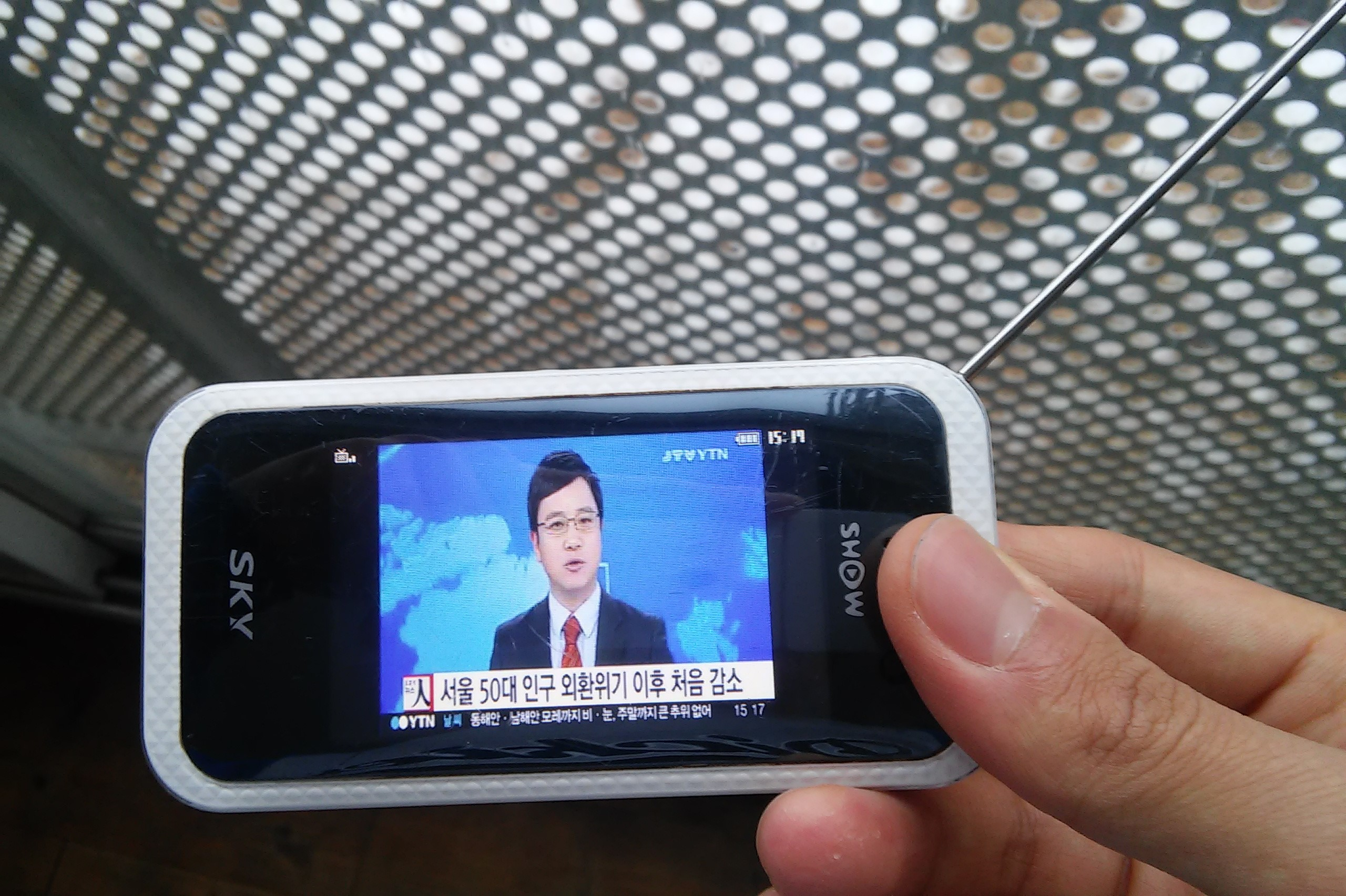
휴대전화에서 지상파DMB 방송을 시청하고 있다.

디지털 멀티미디어 방송(영어: Digital Multimedia Broadcasting, DMB)은 디지털 영상 및 오디오 방송을 전송 방송 기술로, 휴대 전화, MP3, PMP 등의 휴대용 기기에서 텔레비전, 라디오, 데이터방송을 수신할 수 있는 이동용 멀티미디어 방송의 목적으로 개발되었다. 유럽의 디지털 오디오 방송(DAB)을 대한민국에서 적용한 기술이다.

## 개요.
DMB는 유럽의 디지털라디오 표준인 유레카 147 DAB 표준을 기반으로 개발된 방송기술이다. 이 가운데 지상파DMB는 ETSI 표준 (TS 102 427 그리고 TS 102 428)으로 정해져 있다. 이와 비슷한 경쟁 모바일 기술로는 유럽의 모바일TV 표준인 DVB-H, 일본과 라틴 아메리카의 ISDB-T가 있다.
대한민국 방송법에서는 "이동 멀티미디어 방송"이라는 용어를 사용하며, "이동중 수신을 주목적으로 다채널을 이용하여 텔레비전방송 · 라디오방송 및 데이터방송을 복합적으로 송신하는 방송"으로 정의한다. 처음에는 지상파 아날로그 라디오 방송을 대체할 목적으로 DAB를 채택 한 후, 이를 토대로 개발되었으나 기술의 발달로, 한정된 전파에 더 많은 데이터를 담을 수 있게 됨에 따라, 본래 목적인 음성 데이터뿐만 아니라 DVD급 수준의 동영상 데이터까지 전송할 수 있게 되었다.

## 종류
DMB는 기본적으로 전파 송수신 방식에 따라 지상파DMB(T-DMB)와 위성DMB(S-DMB) 방식으로 나뉜다.

### 지상파DMB
지상파DMB(T-DMB)는 공중파를 이용해 VHF 채널 7~13번의 주파수 대역(174MHz ~ 216MHz)을 이용하여 프로그램을 전송한다. 지상파 DMB는 MPEG-4 파트 10 (H.264)의 비디오 방식과 MPEG-4 파트 3 (BSAC) 또는 H2-AAC V2의 오디오 방식을 사용한다.
2005년 12월 1일, 지상파DMB는 대한민국에서 세계 최초로 지상파DMB 본방송을 시작했다. 2007년 12월 14일, DVB-H, OneSeg, MediaFLO와 같은 다른 표준들과 함께 ITU가 공식적으로 국제 표준으로 승인하였다.
현재 제공되고 있는 지상파DMB는 위성DMB에 비해 고속 차량 이동 중에도 방송을 시청할 수 있다는 장점이 있는 반면, 일부 난시청 지역에서는 원활히 시청할 수 없는 경우가 있고 화질이 낮으며 아직까지는 수도권 외 다른 지역의 채널 수가 그리 많지 못하다는 단점이 있다.

### 위성DMB
위성 DMB는 방송국에서 인공위성으로 전파를 보내고 인공위성에서 단말기로 전파를 보내는 방식이다.현재의 DMB의 원천 기술은 대한민국에 속해 있으나 위성DMB(S-DMB) 방송은 일본에서 처음 개시되었다. 위성DMB 사업에서 주도적인 역할을 하고 있는 TU미디어는 2004년 3월 13일 일본의 협력사인 MBCo와 공동으로 세계 최초의 DMB용 위성 '한별'을 쏘아올렸다. 하지만 대한민국에서 사업자 선정 과정이 연기되면서 서비스가 미루어졌고, 결국 일본의 MBCo가 2004년 10월 19일부터 모두 40개 채널의 정식 서비스를 일본에서 처음으로 시작하여 일본이 최초의 위성DMB 방송 국가가 되었다. 대한민국에서는 2005년 5월 1일부터 정식 서비스를 개시하였다.
보통 출퇴근 시간이나 식사를 기다리는 짬 시간을 이용하여 미디어를 소비한다면 한 번 이용할 때의 미디어 사용 시간이 짧아질 수밖에 없다. 대형 화면의 고정수신인 TV의 경우 한 번 시청할 때의 이용 시간은 약 2시간 정도인데, 7인치 이하의 화면으로 이동 수신을 주목적으로 하는 위성DMB의 경우는 더욱 짧은 시간을 이용하는 경향이 높다.
최근엔 스마트폰의 보급으로 인해 위성DMB가 탑재되는 기기와 위성DMB 가입자가 모두 줄어들어, 대한민국에서는 2012년 8월 31일을 끝으로 위성DMB가 역사 속으로 사라졌다.

## 대한민국의 현황
DMB는 차량에 수신기를 부착하거나, DMB 수신 기능이 있는 휴대전화, MP3, PMP, DMB 전용 수신기 또는 개인용 컴퓨터에 연결하여 모니터로 출력되는 타입의 수신기 등을 구입하면 시청할 수 있다. 하지만 위성 DMB와 지상파 DMB가 서로 호환되지 않아서 각각의 단말기를 따로 구매해야 된다는 문제점이 있었다. 그러나 2007년 7월, 위성 DMB와 지상파 DMB를 모두 탑재하여 수신할 수 있는 단말기가 출시되었고 이러한 기기에서는 둘 다 수신할 수 있다. 2024년 1월 22일 윤석열 정부가 DMB 단통법을 폐지 했다.

### 지상파 DMB
대한민국에서는 2005년 12월 1일부터 본방송을 시작하여 방송 중이다.

### 위성 DMB
위성 DMB는 유료 방송으로 TU미디어가 사업자로 있었고, 2005년 5월 1일부터 본방송을 실시했지만, 2012년 9월 1일부터 적자와 이용감소로 송출이 중단되었다. 2만원의 가입비에 월 11,000원의 서비스 사용료를 받고 있으며, SK텔레콤 위성 DMB 단말기 보유 고객인 경우 기존 일반 요금에 6,000원 할인된 가격으로 이용할 수 있었다. 2007년 12월 4일부터 지상파 DMB 채널인 MY MBC가 실시간 재전송되어 위성 DMB에서도 볼 수 있게 되었다.
대한민국에서의 위성 DMB 가입자 수는 스포츠 특수에 힘입어 2006년 3월 이후에 증가 폭이 커지고 있다.
위성 DMB 서비스의 가입 고객들의 시청 시간대를 분석해 보면, 주중에는 오전 8시~10시, 정오, 오후 6시~8시의 프라임 시간대가 형성되고 있다. 위성 DMB 가입자들은 하루에 평균 1시간 3분을 시청하며, 이 가운데 비디오 이용 시청은 45분 정도이다. 가입자들은 출퇴근 시간대와 휴식 시간에 위성 DMB를 시청하는 것으로 예측할 수 있고, 고정TV의 시청 프라임 시간대와는 차별성이 있음을 나타나고 있다. 주말의 경우는 오전 프라임 시간대에는 고정 TV를 시청함으로 위성DMB 시청을 대치하고 있고, 이동 시간대인 오후 2시~3시 사이에 프라임 대가 형성되고 있다.
2012년 8월 31일을 끝으로 대한민국 위성 DMB가 완전히 종료되었다.

## 대한민국 밖의 현황
지상파DMB 서비스는 유럽 등 일부 대한민국 밖 지역에서도 이용할 수 있거나 계획되어 있다.

### 아시아
- 중국은 2006년에 DAB를 산업 표준으로 선정하였다. 2007년 이후로 DAB와 지상파DMB 서비스는 베이징, 광둥, 허난, 다롄, 윈난, 랴오닝, 저장성, 안후이성, 선전시에서 방송된다.[8] 그러나 이동식 멀티미디어 방송 표준은 DVB에 기반을 둔 DMB-TH로 결정되었다.
- 말레이시아에서는 2008년부터 TV3와 MPB가 시범 운영 중이다.
- 캄보디아에서는 지상파DMB 방식을 모바일 국가표준으로 채택하였으며, 현재 TVK가 시범 서비스 중이다.[9]
- 인도네시아는 현재 자카르타에서 시범 운영 중이다.

### 유럽
- 노르웨이에서는 2009년 3월부터 사용할 수 있다.[10]
- 독일에서 MFD사가 2006 피파 월드컵에 맞추어 지상파 DMB "Watcha"를 2006년 6월에 개시하였다. 그러나 2008년 4월에 MFD가 DVB-H를 선호하게 되면서 지상파DMB를 전면 사용하지 않게 되었다.[11]
- 프랑스는 2007년 12월에 지상파DMB오디오를 VHF III와 L 대역으로 선정하여 지상파 디지털 오디오의 국가 표준으로 자리잡았다.[12]
- 네덜란드에서 MFD, T 시스템즈 등은 DMB 서비스를 Mobiel TV Nederland라는 이름으로 서비스할 계획이다. 콜맥스 또한 DMB 서비스를 네덜란드의 L 대역 주파수에서 이용할 예정이다.[13]
- 이탈리아와 바티칸 시에서 이탈리아 방송 협회와 바티칸 라디오는 일부 지역에서 시범 운영 중이다.

### 아프리카
- 가나는 지상파DMB 서비스를 2008년 5월에 아크라와 쿠마시에 서비스하였다.[14]
- 남아프리카공화국에서는 2007년 1월 24일 요하네스버그에서 239.200MHz, 400W의 출력으로 시험방송을 송출했으며, 2010년 12월에 남아프리카공화국의 DMB방송사업자인 ‘모바일TV’가 남아프리카공화국 방송통신규제 기관인 ICASA로부터 DMB 시험방송 라이선스를 획득했다.[15]

### 북아메리카
- 캐나다는 2006년부터 캐나다 방송을 통하여 오타와, 토론토, 밴쿠버, 몬트리올에서 시범 운영 중이다.
- 멕시코에서 대부분의 휴대 전화는 DMB 방송을 기본 플랜의 일부로 제공하고 있다. 2008년에 다수의 멕시코인들이 DMB 신호를 수신한다.

## 같이 보기
- 대한민국의 지상파DMB
- TU미디어: 대한민국의 위성DMB 사업자
- DMB 2.0
- AT-DMB
- 사용자

### 다른 이동용 멀티미디어 방송 기술
- 원세그
- DVB-H
- ATSC